# Bělušice (Ústí nad Labem)
Bělušice è un comune della Repubblica Ceca facente parte del distretto di Most, nella regione di Ústí nad Labem.